# Dunbaria villosa
Dunbaria villosa là một loài thực vật có hoa trong họ Đậu. Loài này được (Thunb.) Makino miêu tả khoa học đầu tiên.

## Hình ảnh

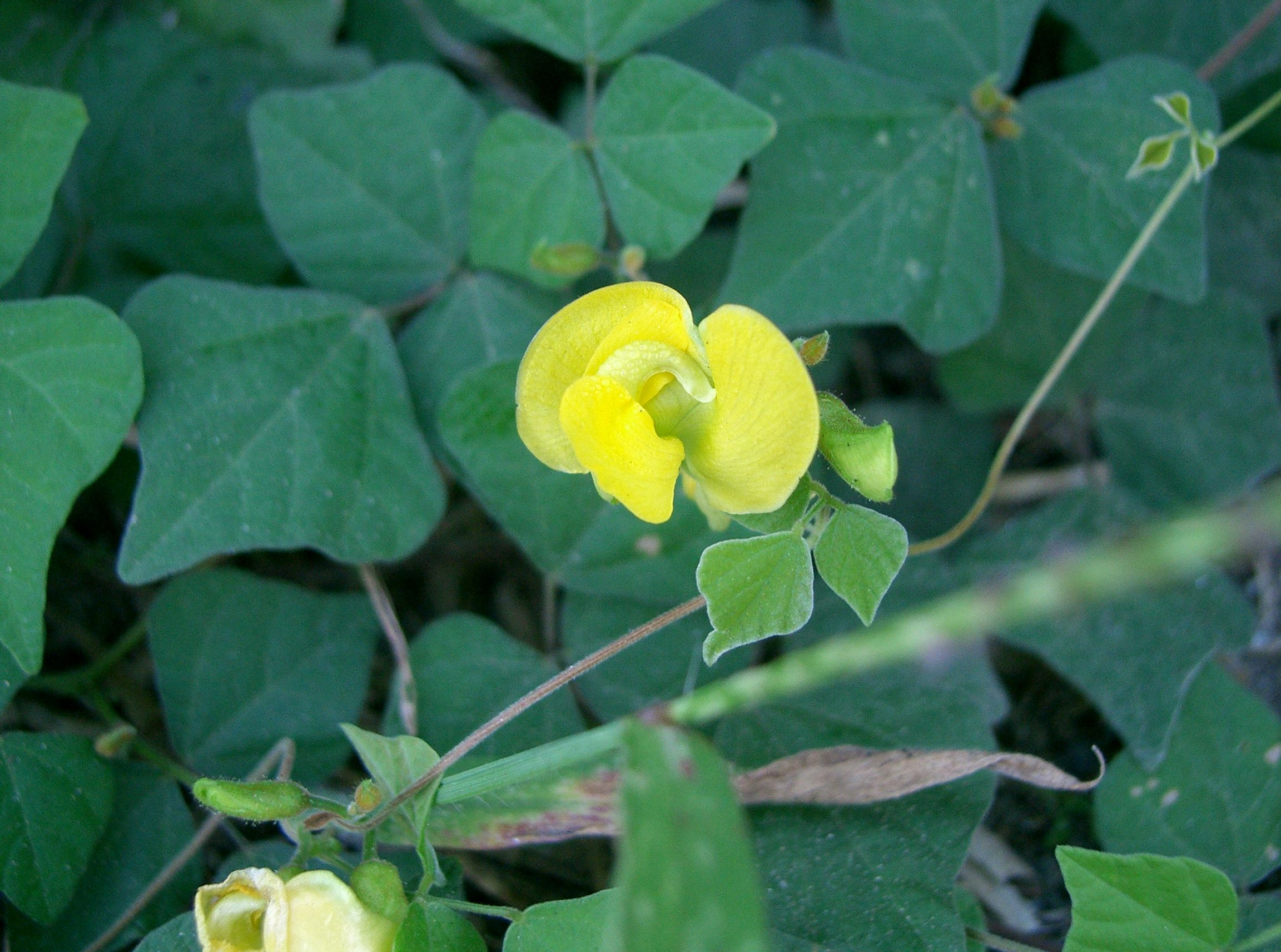
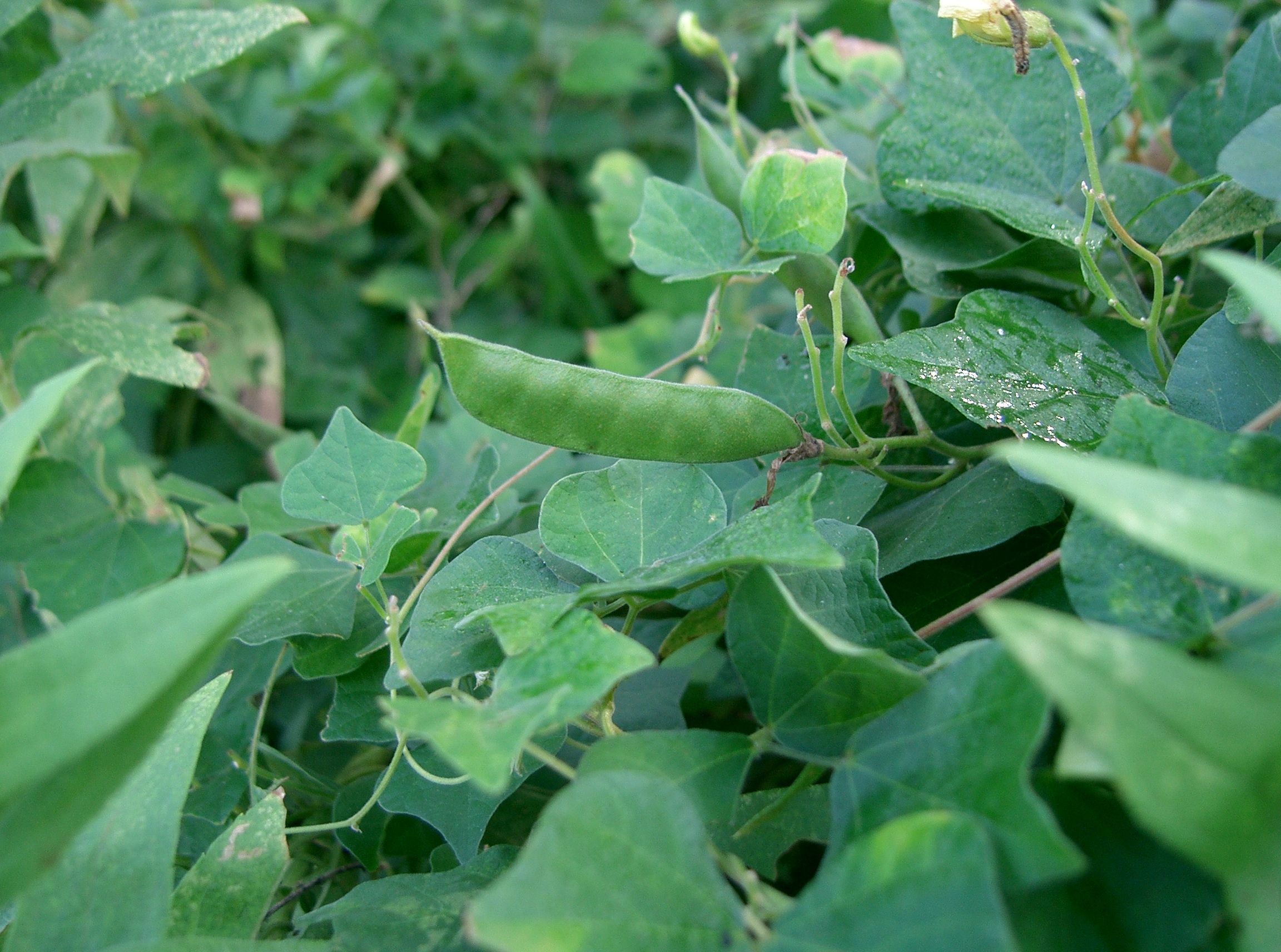